# Сінт-Крейс
Сінт-Крейс (нід. Sint Kruis) — село в нідерландській провінції Зеландія, на кордоні з Бельгією. Входить до муніципалітету Сльойс.
Його площа становить 9,68 км², а населення станом на 2021 рік складало 215 осіб.
Перша згадка про населений пункт датується 1270 роком.
До 1941 року мало статус окремого муніципалітету.